# Tour du Doubs 2017
Il Tour du Doubs 2017, trentaduesima edizione della corsa e valevole come evento dell'UCI Europe Tour 2017 categoria 1.1, si svolse il 10 settembre 2017 su un percorso di 181,8 km, con partenza da Morteau e arrivo a Pontarlier, in Francia. La vittoria fu appannaggio del francese Romain Hardy, il quale completò il percorso in 4h07'00", alla media di 44,211 km/h, precedendo i connazionali Flavien Dassonville e Quentin Jauregui.
Sul traguardo di Pontarlier 97 ciclisti, su 126 partiti da Morteau, portarono a termine la competizione.

## Squadre e corridori partecipanti
| N.    | Cod. | Squadra                      |
| ----- | ---- | ---------------------------- |
| 1-8   | ALM  | AG2R La Mondiale             |
| 11-18 | TFO  | Fortuneo-Oscaro              |
| 21-28 | AUB  | HP BTP-Auber 93              |
| 31-38 | COF  | Cofidis, Solutions Crédits   |
| 41-48 | DMP  | Delko Marseille Provence KTM |
| 51-58 | DEN  | Direct Énergie               |
| 61-68 | FRA  | Francia                      |
| 71-78 | FDJ  | FDJ                          |
| 81-86 | RLM  | Roubaix-Lille Métropole      |

| N.      | Cod. | Squadra                       |
| ------- | ---- | ----------------------------- |
| 91-98   | ADT  | Armée de Terre                |
| 101-106 | BBH  | Burgos BH                     |
| 111-117 | CCD  | Team Differdange-Losch        |
| 121-128 | TRA  | Roth-Akros                    |
| 131-137 | WGG  | Wanty-Groupe Gobert           |
| 141-148 | EUS  | Euskadi Basque Country-Murias |
| 151-156 | VOL  | Team Vorarlberg               |
| 161-168 | CHE  | Svizzera                      |

## Ordine d'arrivo (Top 10)
| Pos. | Corridore           | Squadra      | Tempo    |
| ---- | ------------------- | ------------ | -------- |
| 1    | Romain Hardy        | Fortuneo     | 4h07'00" |
| 2    | Flavien Dassonville | Auber 93     | a 5"     |
| 3    | Quentin Jauregui    | AG2R         | a 8"     |
| 4    | Nicolas Edet        | Cofidis      | s.t.     |
| 5    | Romain Sicard       | Direct       | s.t.     |
| 6    | Thibault Ferasse    | Armée de Te. | a 15"    |
| 7    | Mathias Le Turnier  | Cofidis      | s.t.     |
| 8    | Valentin Madouas    | Francia      | s.t.     |
| 9    | Julien Antomarchi   | Roubaix      | s.t.     |
| 10   | Guillaume Martin    | Wanty        | s.t.     |